# Вальова-Гура
Вальова-Гура (пол. Walowa Góra) — село в Польщі, у гміні Ліманова Лімановського повіту Малопольського воєводства.
Населення — 417 осіб (2011).
У 1975-1998 роках село належало до Новосондецького воєводства.

## Демографія
Демографічна структура станом на 31 березня 2011 року:
|          | Загалом | Допрацездатний вік | Працездатний вік | Постпрацездатний вік |
| -------- | ------- | ------------------ | ---------------- | -------------------- |
| Чоловіки | 211     | 64                 | 130              | 17                   |
| Жінки    | 206     | 67                 | 109              | 30                   |
| Разом    | 417     | 131                | 239              | 47                   |